# حمام طيبة
حمام طيبة، من الحمامات المشهورة في المدينة المنورة.

## الموقع
يقع في حارة ذروان، جنوب المسجد النبوي الشريف على الباب الذي على السور الداخلي، ويعرف بباب الحمام، وهو قديم وكان آخر تجديد له عام 1254 هـ طبقاً للتاريخ المثبت فوق مدخل الحمام.

## بناء الحمام
الحمام مُقام من الحجر البازلتي، ولهُ مدخل معقود بعقد مدبب موضوع في قوصرة غير عميقة، ووضع أمام المدخل درجتان، وعلى جانبي الباب بكل جهة شباك بجلسة مرتفعة، كل منها معقود بعقد دائري، ويؤدي باب المدخل مباشرة إلى المشلح، وهي صالة مربعة مغطاة بقبة، وقد تم تحويل المسقط الرابع إلى دائرة عن طريق حنيات في الأركان، كما زُخرف الجزء السفلي من القبة بحنايا، وضع في بعضها نوافذ صغيرة معقودة بعقد مدبب، وفي وسط المشلح يوجد حوض للمياه ذو مسقط مثمن يرتفع عن منسوب الأرضية بحوالي 1,00 م، ويدور حول حوائط المشلح درجتان من الجهة الشمالية والشرقية والغربية ن وعلى كل من الجانبين الشرقي والغربي توجد مسطبة كبيرة ومكتب المشرف على الحمام، وقد عُمل سلم بالمشلح، ويؤدي الباب بالحائط الجنوبي للمشلح الموجود على محور الصالة إلى طرقه يوجد بها عن اليمين دورات للمياه (مراحيض - كرسي) ثم ينكسر الممر المؤدي إلى بيت الحرارة، وهو عبارة عن صالة مربعة مغطاة بقبة كبيرة وضعت بها فتحات بالزجاج غير الشفاف، وفي المسقط عدم وجود الغرفة الفاصلة بين المشلح وبيت الحرارة وهي ما يعرف في الحمام الروماني باسم tepidrium وهي غرفة بها جلسات يجلس عليها المستحم لكي يتعود على درجات الحرارة عند الدخول إلى بيت الحرارة أو عند الخروج منه، وكانت هذه الغرفة قد تهدمت وأُغلق بابها المطل على بيت الحرارة، والفواصل واضحة بالحائط، ويُحيط ببيت الحرارة خلوات ومغطس، وقد أُستعملت قباب كروية منخفضة بها فتحات زجاجية في التغطية، كما غُطيت الأرضيات بالرخام، ووضع بالأرضية فتحات لتصريف المياه.

## انظر ايضاً
- المدينة المنورة
- حمام الدرعية

## وصلات خارجية
- حمّام طيبة.